# California (álbum de American Music Club)
California es el tercer álbum de estudio de la banda americana de indie rock American Music Club. Fue lanzado el 10 de noviembre de 1988 por Frontier Records.
El álbum fue incluido en el libro 1001 discos que hay que escuchar antes de morir. En el artículo del álbum perteneciente al libro, el crítico Arnar Eggert Thorradsen, del periódico islandés Morgunblaðið, describe al álbum como "la descripción definitiva" de la banda.

## Lista de canciones
Todas las canciones fueron escritas por Mark Eitzel.
Todas las canciones escritas y compuestas por Mark Eitzel. 
| N.º | Título                | Duración |  |
| 1.  | «Firefly»             | 2:49     |  |
| 2.  | «Somewhere»           | 3:01     |  |
| 3.  | «Laughingstock»       | 4:17     |  |
| 4.  | «Lonely»              | 2:42     |  |
| 5.  | «Pale Skinny Girl»    | 3:33     |  |
| 6.  | «Blue and Grey Shirt» | 3:33     |  |
| 7.  | «Bad Liquor»          | 1:57     |  |
| 8.  | «Now You're Defeated» | 2:28     |  |
| 9.  | «Jenny»               | 2:38     |  |
| 10. | «Western Sky»         | 3:28     |  |
| 11. | «Highway 5»           | 3:49     |  |
| 12. | «Last Harbor»         | 4:35     |  |